# Salage de la terre
Le salage de la terre, ou semer du sel est le rituel de répandre du sel sur le site des villes rasées par les conquérants,. Le sel a un effet stérilisant sur les terres et est utilisé pour empêcher les nouvelles cultures agricoles. Il est né d'une malédiction sur la réinstallation dans certaines localités de l'ancien Proche-Orient et est devenu un motif folklorique établi au Moyen Âge. Le cas le plus connu est le salage de Sichem dans le Livre des Juges 9:45. Le prétendu salage de Carthage par les Romains est un mythe.

## Effet du sel sur les cultures

### Effet stérilisant
En grandes quantités, le sel a un effet phytotoxique sur les cultures, conduisant à la stérilisation des terres agricoles. Cet effet est connu dès l'Antiquité.

### Croyance dans les effets bénéfiques du sel
Néanmoins, le sel a été considéré comme ayant un effet positif sur les cultures lorsqu'il est utilisé en petites quantités. Au XVIIe siècle, les paysans au Royaume-Uni et en Europe considèrent que le sel peut être utilisé comme fumier, pour éliminer certaines maladies ou plantes indésirables. L'image du sel comme fertilisant se répand ensuite aux États-Unis (où le sel est décrit comme pouvant réduire l'impact du gel sur les cultures de blé et de lin), puis en Australie. Au XIXe siècle, des fermiers australiens répandent du sel sur leurs champs pour en améliorer les rendements. Cependant, aucune étude ne démontre les bienfaits du sel sur les cultures, et cela est publié par des scientifiques en 1852 et 1862. Toutefois, la croyance dans les effets bénéfiques du sel est très implantée chez les paysans australiens de l'époque et se maintient pendant plusieurs générations.

## Villes
La coutume de purifier ou de consacrer une ville détruite avec du sel et de maudire quiconque oserait  la reconstruire était répandue dans l'ancien Proche-Orient, mais les récits historiques ne sont pas clairs quant à ce que signifiait l'épandage du sel dans ce processus.

### Proche-Orient ancien
Divers textes hittites et assyriens parlent de répandre cérémonieusement du sel, des minéraux ou des plantes (mauvaises herbes, cresson ou kudimmu, qui sont associés au sel et à la désolation) sur des villes détruites, notamment Hattusa, Taidu, Arinna, Hunusa et Suse.

Dans la Bible, le Livre des Juges (9:45) dit qu'Abimélec, le juge des Israélites, a semé du sel sur sa propre capitale, Sichem, vers 1050 av. J.-C., après avoir réprimé une révolte. Ce salage a pu avoir une valeur rituelle (intégré dans un rituel ḥērem), plus que d'avoir pour but une stérilisation complète des champs de la ville. Dans le cas de Sichem, divers commentaires l'expliquent comme suit :

« ... une malédiction d'alliance, un moyen d'assurer la désolation, un rituel pour éviter la vengeance des ombres des massacrés, une purification du site préparatoire à la reconstruction, ou une préparation à la destruction finale sous le rituel herem. »

 Cet épisode a pu par la suite marquer les esprits des chroniqueurs chrétiens du Moyen Âge.

### Carthage
Au XIIIe siècle, le pape Boniface VIII relate que le général romain Scipion Émilien avait labouré et semé de sel la ville de Carthage après l'avoir vaincue lors de la troisième guerre punique (146 av. J.-C.), l'avoir pillée et réduit les survivants en esclavage. Le salage était probablement calqué sur l'histoire de Sichem. Bien que des sources anciennes mentionnent symboliquement la traction d'une charrue sur diverses villes et leur salage, aucune ne mentionne Carthage. L'histoire du salage est entrée dans la littérature académique dans l'article de Bertrand Hallward dans la première édition de Cambridge Ancient History (1930), et a été reprise par d'autres. Dans les années 1980, des érudits ont soulevé des arguments remettant en cause le salage de Carthage par les romains,,. Au XXIe siècle, le salage de Carthage est considéré comme un mythe. « Durant l'époque romaine, le sel était une denrée relativement rare et chère [...] Il aurait donc été étonnant que les Romains aient pris soin de saler le sol de la capitale punique ».

### Palestrina
Lorsque le pape Boniface VIII détruit Palestrina en 1299, il ordonne qu'elle soit labourée « suivant le vieil exemple de Carthage en Afrique », et également salée,. Les récits ultérieurs d'autres épandages de sel dans les destructions de villes italiennes médiévales sont rejetés car estimés non historiques : Padoue par Attila (452), peut-être dans un parallèle entre Attila et les anciens Assyriens ; Milan par Frédéric Barberousse (1162) et Semifonte par les Florentins (1202).

### Jérusalem
Le poème épique anglais Siège de Jérusalem (vers 1370) raconte que Titus ordonna de semer du sel sur le Temple, mais cet épisode ne se trouve pas dans le récit de Josèphe.

## Propriété privée

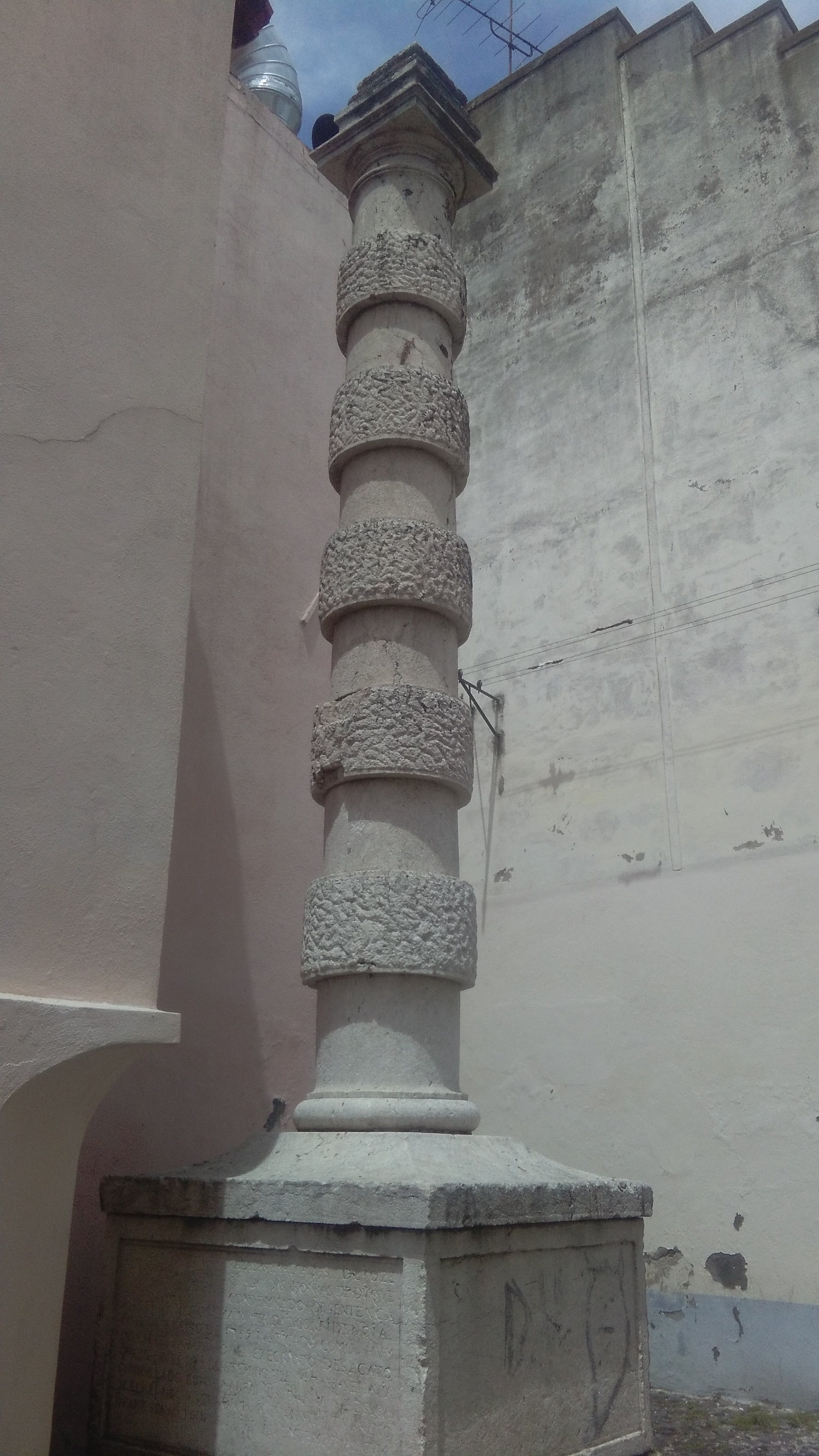
Mémorial en pierre de la punition du duc d'Aveiro à Santa Maria de Belém, Lisbonne.

### Portugal
Le dernier événement connu de ce type est la destruction du palais du duc d'Aveiro à Lisbonne en 1759, en raison de sa participation à l'affaire Távora (un complot contre le roi Joseph Ier du Portugal). Son palais a été démoli et sa terre salée. Un mémorial en pierre perpétue le souvenir de la honte du duc. Il est écrit : 

« Dans ce lieu ont été mises à terre et salées les maisons de José Mascarenhas, dépouillé des honneurs de Duque de Aveiro et d'autres ... Traduit en justice comme l'un des meneurs du soulèvement le plus barbare et le plus exécrable qui ... a été commis contre la personne la plus royale et la plus sacrée du Seigneur Joseph I. Dans ce lieu infâme, rien ne peut être construit pour toujours. »

### Brésil
Dans la colonie portugaise du Brésil, le chef de l'Inconfidência Mineira, Tiradentes, a été condamné à mort et sa maison a été « rasée et salée, afin qu'on ne rebâtisse plus jamais sur le sol... et on élèvera à cet endroit une stèle par laquelle la mémoire sera préservée sur l'infamie de cet odieux délinquant. » Il a subi d'autres indignités, étant pendu et écartelé, des parties du corps transportées dans diverses parties du pays où ses compagnons révolutionnaires s'étaient rencontrés, et ses enfants privés de leurs biens et de leur honneur,,,.

## Légendes
Une ancienne légende raconte qu'Ulysse a feint la folie en attelant un cheval et un bœuf à sa charrue et en semant du sel.[source insuffisante].